# آنتونیو مک‌دایس
انتونیو کیثفلن مک‌دایِس (به انگلیسی: Antonio Keithflen McDyess) متولد ۱۹۷۴ ملی پوش و بازیکن حرفه‌ای ان بی ای است.
او از دانشگاه آلاباما بوده، و در ان بی ای بسکتبال خویش را با تیم دترویت پیستونز، نیویورک نیکس، فینیکس سانز و سپس سن آنتونیو اسپرز به نقطه کنونی رسانید.
مک دایس که در سال ۱۹۹۵ در درفت سراسری ان بی ای در رتبه دوم توسط دنور ناگتس انتخاب گردیده بود، به همراه تیم ملی بسکتبال آمریکا به قهرمانی المپیک رسید. او در ان بی ای مجموعاً ۱۰۱۵ بازی انجام داد و سرانجام در سال ۲۰۱۱ با لیگ حرفه‌ای و تیم سن آنتونیو اسپرز خداحافظی کرد.